# Paramblymora affinis
Paramblymora affinis är en skalbaggsart som beskrevs av Stefan von Breuning 1974. Paramblymora affinis ingår i släktet Paramblymora och familjen långhorningar.
Artens utbredningsområde är Sulawesi. Inga underarter finns listade i Catalogue of Life.